# Fulvetta montagnarde
Fulvetta striaticollis
Espèce
Synonymes
- Alcippe striaticollis J. Verreaux, 1870

Statut de conservation UICN

 LC  : Préoccupation mineure
La Fulvetta montagnarde (Fulvetta striaticollis), anciennement Alcippe montagnard, est une espèce d’oiseaux de la famille des Paradoxornithidae, longtemps incluse dans le genre Alcippe. Cette espèce est considérée comme monotypique.

## Répartition
Cet oiseau est endémique des montagnes du centre de la Chine.